# Falling into Infinity
A Falling into Infinity az amerikai progresszív metal együttes Dream Theater 1997-ben megjelent negyedik stúdióalbuma. A lemez az Amerikai Egyesült Államokban a Billboard 200-as listáján az 52. helyig jutott, míg Angliában 163. lett. Ez volt az egyetlen Dream Theater stúdióalbum, amelyen Derek Sherinian játszott.
A Falling into Infinity a Dream Theater egyik legvitatottabb nagylemeze. Az albumra került dalok egy része kiadói nyomásra született, hogy a közérthetőbb számokkal nagyobb kereskedelmi sikereket érhessenek el. Se az Elton John-dalok ihlette "Anna Lee", se a Desmond Child által átdolgozott "You Not Me" nem ment át a zenekar szűrőjén, de a kiadó és Kevin Shirley producer akarata érvényesült. A rádióbarát dalok mellett James LaBrie énekdallamai is csalódást okoztak. A korábban használt jellegzetes magas hangokat teljesen mellőzve szinte kizárólag az alacsonyabb regiszterekben énekel. Később derült csak ki, hogy egy ételmérgezés okozta hangszálproblémái miatt éveken át nem volt képes a megszokott teljesítményre.
A korábbi klasszikus Dream Theater-dalok stílusában íródott epikus "Raise the Knife" és "Metropolis Pt. 2" nem kerültek fel az eredetileg dupla stúdióalbumnak szánt lemezre. A "Raise the Knife" végül a zenekar 20 éves fennállásának alkalmából adott koncerten került rögzítésre és a Score című koncertalbumon hallható. A "Metropolis Pt. 2" dalból pedig a következő Dream Theater nagylemez nőtt ki, az együttes első konceptalbuma, a Metropolis Pt. 2: Scenes from a Memory. Az albumról lemaradt további dalokat találhatunk a szintén 1997-ben megjelent Hollow Years EP-n.
A Touring into Infinity elnevezésű lemezbemutató turnéról Once in a LIVEtime címmel jelent meg koncertalbum és -videó 1998-ban. A "Hollow Years" dalhoz pedig videóklipet forgattak.

## Az album dalai
1. "New Millennium" – 8:20
2. "You Not Me" – 4:58
3. "Peruvian Skies" – 6:43
4. "Hollow Years" – 5:33
5. "Burning My Souls" – 5:29
6. "Hell’s Kitchen" (instrumentális) – 4:16
7. "Lines in the Sand" – 12:05
8. "Take Away My Pain" – 6:03
9. "Just Let Me Breathe" – 5:28
10. "Anna Lee" – 5:51
11. "Trial Of Tears" – 13:07
I. It’s Raining
II. Deep in Heaven
III. The Wasteland

Japán kiadás bónusz dalai
1. "Take Away My Pain" (demo)
2. "Speak to Me" (demo)

## Közreműködők
- James LaBrie – ének
- John Petrucci – gitár
- John Myung – basszusgitár
- Mike Portnoy – dobok
- Derek Sherinian – billentyűs hangszerek
- Doug Pinnick (King's X) - vokál a "Lines in the Sand" című dalban

## Külső hivatkozások
- Dream Theater hivatalos oldal
- Encyclopaedia Metallum – Dream Theater: Falling into Infinity
- Falling into Infinity dalszövegek
- Dream Theater a Billboard listáján Archiválva 2008. december 29-i dátummal a Wayback Machine-ben